# 崔景龙
崔景龙（1950年—），辽宁沈阳人。中国人民武装警察部队中将。
毕业于吉林大学中文系中文专业，是中共党员。历任第16集团军政治部主任，后升任第40集团军政委。2008年7月，任武警部队副政委。2008年起担任全国人大代表。